# استاد فاتوردا
استاد فاتوردا هو ملعب متعدد الاستخدام يقع في ولاية غوا الهندية. غالبا ما يتم استخدامه لمباريات كرة القدم بالإضافة إلى مباريات لعبة الكريكيت. يسع الملعب لجلوس 27.300 متفرج. تم افتتاحه في سنة 1989.